# Sheik
Shaykh eller sheikh (dansk retskrivning: sheik) er en hæderstitel på en respekteret eller vis ældre muslim. Betegnelsen anvendes i de islamiske trosretninger, hvor de største er sunnisme og shiisme.